# Ланшан
Ланшан или Хара Нарин (на китайски: 狼山; на пинин: Láng Shān) е планински хребет в Северен Китай, в автономния регион Вътрешна Монголия, крайна западна част на планинската система Иншан. Простира се от запад-югозапад на изток-североизток на протежение около 300 km покрай левия бряг на река Хуанхъ, северно от нейния голям завой и южно от пустинята Гоби. Максималната му височина 2109 m. Изграден е предимно от шисти и гнайси. Северозападните му склонове, обърнати към пустинята, са полегати, а югоизточните, обърнати към долината на Хуанхъ, са високи и стръмни, силно разчленени от тесни и дълбоки долини. Преобладават храстовите полупустини. В края на 1871 г. хребетът е първично изследван и топографски картиран от видния руски изследовател на Централна Азия Николай Пржевалски.